# Hongarije op het Eurovisiesongfestival 2018

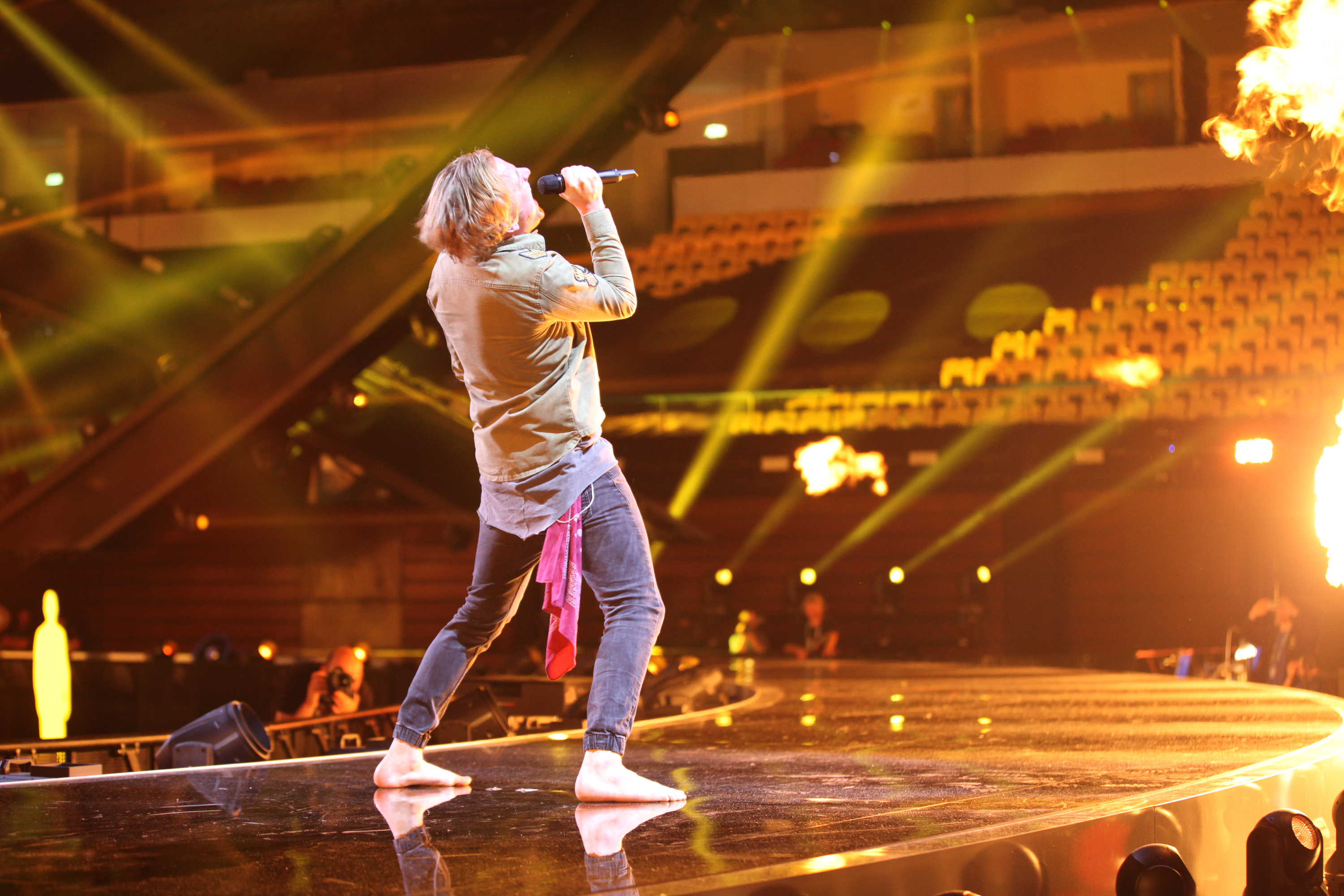
AWS tijdens de repetities in Lissabon.

Hongarije nam deel aan het Eurovisiesongfestival 2018 in Lissabon, Portugal. Het was de 16de deelname van het land aan het Eurovisiesongfestival. MTV was verantwoordelijk voor de Hongaarse bijdrage voor de editie van 2018.

## Selectieprocedure
Op 10 oktober 2017 maakte de Hongaarse openbare omroep bekend te zullen deelnemen aan de volgende editie van het Eurovisiesongfestival. Er werd gekozen om hetzelfde format als de voorbije zes jaar te gebruiken. Geïnteresseerden kregen 10 oktober tot 20 november 2017 de tijd om nummers in te zenden. Deelnemers moesten ofwel over de Hongaarse nationaliteit beschikken, ofwel vloeiend Hongaars spreken. Bovendien moesten de deelnemers over een platencontract beschikken. Een tienkoppige vakjury selecteerde na afloop van de inschrijvingsperiode de dertig acts die mochten deelnemen aan A Dal 2018.
Dertig artiesten traden aldus aan in een van de drie voorrondes. Uit elke voorronde gingen er zes door naar de volgende ronde. Elk jurylid gaf elke artiest een bepaalde score op een schaal van 1 tot 10, vergelijkbaar met een schoolcijfer. Het publiek kon ook een score geven, middels een speciale mobiele applicatie. De scores van de juryleden en het publiek samen bepaalden de eindscore. De vijf artiesten met de hoogste scores plaatsten zich voor de halve finales. In het geval van een gelijke stand besliste de jury welke artiest(en) zich plaatste(n) voor de halve finales. Daarna werd het zesde ticket voor de halve finales bepaald door het publiek.
In de halve finales, waarin telkens negen artiesten aantraden, gingen telkens vier artiesten door (middels een vergelijkbaar systeem, alleen gingen nu enkel de drie artiesten met de hoogste score gegarandeerd door). In de finale koos de vakjury eerst vier superfinalisten. Vervolgens kreeg het publiek het laatste woord over wie Hongarije zou mogen vertegenwoordigen in Zweden.
A Dal 2018 werd gepresenteerd door Freddie en Krisztina Rátonyi. De vakjury bestond uit Judit Schell (actrice), Misi Mező (muzikant), Károly Frenreisz (componist) en Miklós Both (componist). Uiteindelijk ging de band AWS met de zegepalm aan de haal.

## A Dal 2018

### Voorrondes

#### Eerste voorronde
20 januari 2018
| Plaats | Artiest       | Lied                 | Jury | Publiek | Totaal |
| ------ | ------------- | -------------------- | ---- | ------- | ------ |
| 1      | Zsolt Süle    | Zöld a május         | 37   | 7       | 44     |
| 2      | Leander Kills | Nem szól harang      | 36   | 8       | 44     |
| 3      | Viktor Király | Budapest girl        | 34   | 9       | 43     |
| 4      | Ceasefire X   | Satellites           | 33   | 8       | 41     |
| 5      | Gabi Knoll    | Nobody to die for    | 34   | 6       | 40     |
| 6      | Noémo         | Levegőt!             | 32   | 7       | 39     |
| 7      | Living Room   | Kirakat élet         | 29   | 7       | 36     |
| 8      | Tamás Vastag  | Ne hagyj reményt     | 28   | 8       | 36     |
| 9      | Fourtissimo   | Kisnyuszi a kalapban | 27   | 6       | 33     |
| 10     | Patikadomb    | Jó szelet!           | 26   | 7       | 33     |

#### Tweede voorronde
27 januari 2018
| Plaats | Artiest             | Lied               | Jury | Publiek | Totaal |
| ------ | ------------------- | ------------------ | ---- | ------- | ------ |
| 1      | Gergely Dánielfy    | Azt mondtad        | 37   | 8       | 45     |
| 2      | AWS                 | Viszlát nyár       | 36   | 9       | 45     |
| 3      | Gábor Heincz & Biga | Good vibez         | 35   | 8       | 43     |
| 4      | Yesyes              | I let you run away | 34   | 9       | 43     |
| 5      | Odett               | Aranyhal           | 33   | 6       | 39     |
| 6      | Nene                | Mese a királyról   | 31   | 6       | 37     |
| 7      | Peet Project        | Runaround          | 29   | 7       | 36     |
| 8      | Viki Singh          | Butterfly house    | 28   | 6       | 34     |
| 9      | SativuS             | Lusta lány         | 26   | 8       | 34     |
| 10     | Maya 'n' Peti       | Nekem te           | 24   | 6       | 30     |

#### Derde voorronde
3 februari 2018
| Plaats | Artiest                    | Lied                        | Jury | Publiek | Totaal |
| ------ | -------------------------- | --------------------------- | ---- | ------- | ------ |
| 1      | Nikoletta, Attila & Róbert | Életre kel                  | 37   | 7       | 44     |
| 2      | Tamás Horváth              | Meggyfa                     | 33   | 9       | 42     |
| 3      | Maszkura és a Tücsökraj    | Nagybetűs szavak            | 32   | 6       | 38     |
| 4      | Ham Ko Ham                 | Bármerre jársz              | 30   | 8       | 38     |
| 5      | Cintia Horváth & Tomi      | Journey (break your chains) | 31   | 6       | 37     |
| 6      | Reni Tolvai                | Crack my code               | 30   | 7       | 37     |
| 7      | Nova Prospect              | Vigyázó                     | 29   | 8       | 37     |
| 8      | Roland Gulyás              | Hypnotized                  | 27   | 8       | 35     |
| 9      | Yeahla feat. Viki Eszes    | 1 szó mint 100              | 28   | 7       | 35     |
| 10     | Andy Roll                  | Turn the lights on          | 26   | 7       | 33     |

### Halve finales

#### Eerste halve finale
10 februari 2018
| Plaats | Artiest                 | Lied              | Jury | Publiek | Totaal |
| ------ | ----------------------- | ----------------- | ---- | ------- | ------ |
| 1      | Gergely Dánielfy        | Azt mondtad       | 39   | 8       | 47     |
| 2      | Zsolt Süle              | Zöld a május      | 39   | 6       | 45     |
| 3      | Gábor Heincz & Biga     | Good vibez        | 35   | 7       | 42     |
| 4      | Leander Kills           | Nem szól harang   | 33   | 8       | 41     |
| 5      | Gabi Knoll              | Nobody to die for | 32   | 5       | 37     |
| 6      | Maszkura és a Tücsökraj | Nagybetűs szavak  | 32   | 5       | 37     |
| 7      | Ham Ko Ham              | Bármerre jársz    | 30   | 6       | 36     |
| 8      | Roland Gulyás           | Hypnotized        | 28   | 7       | 35     |
| 9      | SativuS                 | Lusta lány        | 28   | 5       | 33     |

#### Tweede halve finale
17 februari 2018
| Plaats | Artiest                    | Lied                        | Jury | Publiek | Totaal |
| ------ | -------------------------- | --------------------------- | ---- | ------- | ------ |
| 1      | AWS                        | Viszlát nyár                | 39   | 7       | 46     |
| 2      | Yesyes                     | I let you run away          | 37   | 8       | 45     |
| 3      | Viktor Király              | Budapest girl               | 35   | 7       | 42     |
| 4      | Ceasefire X                | Satellites                  | 34   | 6       | 40     |
| 5      | Tamás Horváth              | Meggyfa                     | 30   | 8       | 38     |
| 6      | Nikoletta, Attila & Róbert | Életre kel                  | 33   | 4       | 37     |
| 7      | Odett                      | Aranyhal                    | 32   | 5       | 37     |
| 8      | Cintia Horváth & Tomi      | Journey (break your chains) | 32   | 4       | 36     |
| 9      | Tamás Vastag               | Ne hagyj reményt            | 30   | 6       | 36     |

### Finale
24 februari 2018
| Plaats | Artiest             | Lied               | Jury |
| ------ | ------------------- | ------------------ | ---- |
| 1      | Gergely Dánielfy    | Azt mondtad        | 36   |
| 2      | Viktor Király       | Budapest girl      | 30   |
| 3      | Yesyes              | I let you run away | 28   |
| 4      | AWS                 | Viszlát nyár       | 8    |
| 5      | Leander Kills       | Nem szól harang    | 6    |
| 6      | Gábor Heincz & Biga | Good vibez         | 4    |
| 7      | Tamás Horváth       | Meggyfa            | 0    |
| 7      | Zsolt Süle          | Zöld a május       | 0    |

#### Superfinale
| Volgorde | Artiest          | Lied               |
| -------- | ---------------- | ------------------ |
| 1        | Gergely Dánielfy | Azt mondtad        |
| 2        | Viktor Király    | Budapest girl      |
| 3        | Yesyes           | I let you run away |
| 4        | AWS              | Viszlát nyár       |

## In Lissabon
Hongarije trad aan in de tweede halve finale, op donderdag 10 mei 2018. AWS was als dertiende van achttien acts aan de beurt, net na Christabelle uit Malta en gevolgd door Laura Rizzotto uit Letland. Hongarije beëindigde de halve finale op de tiende plek, wat net voldoende was voor kwalificatie voor de grote finale. Daarin was AWS als 21ste van 26 acts aan de beurt, net na Benjamin Ingrosso uit Zweden en gevolgd door Netta Barzilai uit Israël. Hongarije eindigde uiteindelijk als 21ste, met 93 punten.